# Coupe d'Europe des clubs champions de basket-ball 1986-1987
Navigation
Édition précédente Édition suivante
La Coupe d'Europe des clubs champions de basket-ball 1986-1987 est la 30e édition de la Coupe d'Europe des clubs champions de basket-ball masculine, compétition qui rassemble les meilleurs clubs de basket-ball du continent européen,.

## Format de compétition
- 26 équipes (uniquement les champions des ligues nationales européennes), évoluant selon un système de tournoi, disputent des tours préliminaires à domicile et à l'extérieur. Le score cumulé des deux matchs détermine le vainqueur.
- Les six équipes restantes après les phases éliminatoires accèdent à une phase de groupe. Le classement final est basé sur les victoires et les défaites. En cas d'égalité entre deux équipes ou plus après la phase de groupes, les critères suivants sont utilisés pour déterminer le classement final : 1) nombre de victoires en confrontation directe entre les équipes ; 2) différence de points entre les équipes ; 3) différence de points au sein du groupe.
- Les deux premiers de cette phase de groupe s'affrontent en finale, en une manche, sur terrain neutre.

## Tour préliminaire
Le tour se déroule les 18 et 25 septembre 1986.
| Équipe 1          | Score   | Équipe 2        | Aller | Retour |
| ----------------- | ------- | --------------- | ----- | ------ |
| Manchester United | 170-154 | Benfica         | 91–67 | 79–87  |
| Torpan Pojat      | 166-157 | Budapest Honvéd | 96–80 | 70–77  |

## 1ertour
Le premier tour se déroule les 2 et 9 octobre 1986.
| Équipe 1            | Score   | Équipe 2         | Aller  | Retour  |
| ------------------- | ------- | ---------------- | ------ | ------- |
| Alvik               | 193-206 | Zbrojovka Brno   | 95–110 | 98–96   |
| Manchester United   | 143-173 | Real Madrid      | 78–86  | 65–87   |
| Torpan Pojat        | 206-180 | Klosterneuburg   | 119–80 | 87–100  |
| Pully               | 203-226 | Maccabi Tel Aviv | 91–102 | 112–124 |
| Bayer 04 Leverkusen | 156-146 | Nashua EBBC      | 70–70  | 86–76   |
| Partizan Tirana     | 145-158 | Orthez           | 63–73  | 82–85   |
| Aris Salonique      | 240-154 | Sunair Ostende   | 115–77 | 125–77  |
| Murray Edimbourg    | 166-184 | Tracer Milan     | 83–83  | 83–101  |
| Zagłębie Lubin      | 171-172 | Galatasaray      | 83–95  | 88–77   |
| Steaua Bucarest     | 169-215 | Žalgiris Kaunas  | 90–107 | 79–108  |
| Achilleas           | 124-230 | Levski-Spartak   | 69–129 | 55–101  |
| Sparta Bertrange    | 139-229 | Zadar            | 68–116 | 71–113  |

## 2etour
Le deuxième tour se déroule les 30 octobre et 6 novembre 1986.
| Équipe 1            | Score   | Équipe 2         | Aller | Retour |
| ------------------- | ------- | ---------------- | ----- | ------ |
| Zbrojovka Brno      | 161–214 | Real Madrid      | 70–82 | 91–132 |
| Torpan Pojat        | 175–207 | Maccabi Tel Aviv | 89–95 | 86–112 |
| Bayer 04 Leverkusen | 142–165 | Orthez           | 76–84 | 66–81  |
| Aris Salonique      | 147–150 | Tracer Milan     | 98–67 | 49–83  |
| Galatasaray         | 142–182 | Žalgiris Kaunas  | 70-87 | 72–95  |
| Levski-Spartak      | 177–191 | Zadar            | 88–90 | 89–102 |

## Phase de groupe
Ce tour se dispute du 4 décembre 1986 au 12 mars 1987.
| Rang | Équipe           | Pts | J  | G | P | Pp  | Pc  | Diff |  | Résultats (dom.\ext.) |        |       |        |        |        |        |
| ---- | ---------------- | --- | -- | - | - | --- | --- | ---- |  | --------------------- | ------ | ----- | ------ | ------ | ------ | ------ |
| 1    | Tracer Milan     | 24  | 10 | 7 | 3 | 870 | 814 | 56   |  | Tracer Milan          |        | 79-94 | 84-75  | 106-85 | 75-71  | 75-73  |
| 2    | Maccabi Tel Aviv | 24  | 10 | 7 | 3 | 861 | 820 | 41   |  | Maccabi Tel Aviv      | 79-97  |       | 106-87 | 99-83  | 81-74  | 81-80  |
| 3    | Orthez           | 22  | 10 | 6 | 4 | 809 | 822 | -13  |  | Orthez                | 75-73  | 78-77 |        | 73-69  | 94-80  | 84-82  |
| 4    | KK Zadar         | 18  | 10 | 4 | 6 | 819 | 831 | -12  |  | KK Zadar              | 78-85  | 78-81 | 70-64  |        | 82-78  | 107-83 |
| 5    | Žalgiris Kaunas  | 16  | 10 | 3 | 7 | 821 | 862 | -41  |  | Žalgiris Kaunas       | 85-100 | 82-74 | 94-84  | 70-88  |        | 91-83  |
| 6    | Real Madrid      | 16  | 10 | 3 | 7 | 862 | 893 | -31  |  | Real Madrid           | 99-96  | 82-89 | 87-95  | 92-79  | 101-96 |        |

## Finale
| 2 avril 1987 20h30 GMT |                                                 | Tracer Milan             | 71–69                                                | Maccabi Tel Aviv |  | CIGM, Lausanne Affluence : 10 500 Arbitres : Stavros Douvis (GRE), Wieslaw Zych (POL) |
| 2 avril 1987 20h30 GMT | Score par mi-temps : 33-36, 38-33               |                          |                                                      |                  |  | CIGM, Lausanne Affluence : 10 500 Arbitres : Stavros Douvis (GRE), Wieslaw Zych (POL) |
| 2 avril 1987 20h30 GMT | Roberto Premier, 23 Bob McAdoo, 9 Bob McAdoo, 3 | Points Rebonds Passes d. | Lee Johnson, 24 Lee Johnson, 12 Johnson, Berkovich 1 |                  |  | CIGM, Lausanne Affluence : 10 500 Arbitres : Stavros Douvis (GRE), Wieslaw Zych (POL) |

## Équipe victorieuse
Joueurs : 
- No 4 Fabrizio Ambrassa ( Italie)
- No 5 Fausto Bargna ( Italie)
- No 6 Franco Boselli ( Italie)
- No 7 Riccardo Pittis ( Italie)
- No 8 Mike D'Antoni ( Italie)
- No 9 Mario Governa ( Italie)
- No 10 Roberto Premier ( Italie)
- No 11 Dino Meneghin ( Italie)
- No 12 Vittorio Gallinari ( Italie)
- No 13 Ken Barlow ( États-Unis)
- No 14 Michele Guardascione ( Italie)
- No 15 Bob McAdoo ( États-Unis)

Entraîneur :  Dan Peterson ( États-Unis)